# Ethan Mitchell
Ethan Mitchell (Auckland, 19 de febrer de 1991) és un ciclista de Nova Zelanda, especialista en la pista.
En el seu palmarès destaca una medalla de plata als Jocs Olímpics de 2016, en la prova de Velocitat per equips, i també diverses medalles, tres d'elles d'or al Campionat del món de Velocitat per equips.

## Palmarès en pista
- 2009
  -  Campió del món júnior en Velocitat per equips (amb Cameron Karwowski i Sam Webster)
- 2010
  -  Campió de Nova Zelanda en velocitat per equips
- 2011
  -  Campió d'Oceania en velocitat per equips (amb Simon Van Velthooven i Sam Webster)
- 2013
  -  Campió de Nova Zelanda en velocitat per equips
- 2014
  -  Campió del món de velocitat per equips (amb Edward Dawkins i Sam Webster)
- 2015
  -  Campió d'Oceania en velocitat per equips (amb Edward Dawkins i Sam Webster)
- 2016
  -  Medalla de plata als Jocs Olímpics de Rio de Janeiro en Velocitat per equips (amb Edward Dawkins i Sam Webster)
  -  Campió del món de velocitat per equips (amb Edward Dawkins i Sam Webster)
  -  Campió d'Oceania en velocitat per equips (amb Edward Dawkins i Sam Webster)
- 2017
  -  Campió del món de velocitat per equips (amb Edward Dawkins i Sam Webster)
  -  Campió d'Oceania en velocitat per equips (amb Edward Dawkins i Sam Webster)

### Resultats a laCopa del Món
- 2012-2013
  - 1r a Aguascalientes, en Velocitat per equips
- 2016-2017
  - 1r a Los Angeles, en Velocitat per equips
- 2017-2018
  - 1r a Milton, en Velocitat per equips